# اليكساندر غارسيا
اليكساندر غارسيا (25 يونيو 1988 بمارسيليا في فرنسا - ) هو لاعب كرة قدم فرنسي في مركز الهجوم. لعب مع نادي باستيا ونادي فريجوس والنادي الرياضي بدانية وFCA Calvi ‏ وAthlético Marseille ‏.

## روابط خارجية
- اليكساندر غارسيا على موقع رابطة كرة القدم الفرنسية للمحترفين (الإنجليزية)
- اليكساندر غارسيا على موقع قاعدة بيانات كرة القدم.إي يو (الإنجليزية)